# Til Brugman
Mathilda Maria Petronella (Til) Brugman (Amsterdam, 16 september 1888 - Gouda, 24 juli 1958) was een Nederlandse schrijfster en dichteres. Zij was een dochter van Hermanus Joannes Brugman (1852-1932), vertegenwoordiger in wijn en spiritualiën, en Adriana Geertruida Johanna Zoons (1859-1939).

## Levensloop
Van 1917 tot 1926 was zij de levensgezellin van de zangeres Sienna Masthoff en van 1926 tot 1936 van de Duitse Dada-kunstenares Hannah Höch. Van 1926 tot 1936 woonden Brugman en Höch samen in Den Haag en daarna korte tijd samen in Berlijn. Zij schreef in 1935 het werk Scheingehacktes. Grotesken mit Zeichnungen von Hannah Höch.. Vanaf 1937 had zij een relatie met de lerares Hans Mertineit-Schnabel (1907-1979).
In 1952 kreeg Brugman de Marianne Philipsprijs voor haar gehele oeuvre.
Uit haar nalatenschap werd op 23 mei 2007 voor € 264.000,- bij Christie's in Amsterdam een witgebeitste versie van de rood-blauwe stoel van Gerrit Rietveld verkocht aan een Amerikaan. In het najaar van 2010 is deze door het Rijksmuseum verworven.

## Primair werk
- "R", in: I.K. Bonset Symptomen eener réconstructie der dichtkunst in Holland’, De Stijl, 6e jaargang (1923), nummer 3/4 (mei-juni), p. 54.
- Scheingehacktes. Grotesken mit Zeichnungen von Hannah Höch. (1935)
- Bodem. Marcus van Boven, Gods knaap. Roman. De Bezige Bij, 1946.
- Wiben en de katten. Cultuurgeschiedenis van de kat. 1951.
- Spanningen Roman. Uitgeverij Contact, 1953.
- Kinderhand. Amsterdam: De Beuk, 1954.
- De zeebruid : roman. Amsterdam: Wereldbibliotheek, 1956.

Postuum
- Spiegel en lachspiegel. Amsterdam: Querido, 1959.
- De vlerken. Amsterdam, Antwerpen: Wereldbibliotheek, 1960.
- Schijngehakt - Grotesken en novellen. Amsterdam: Vita, 1994.

## Secundair werk
- Marleen Slob, 'De mensen willen niet rijpen, vandaar.' Leven en werk van Til Brugman. Amsterdam: Uitg. Vita, 1994.

## Vernoemingen
De gemeente Den Haag heeft een straat naar haar genoemd: het Til Brugmanplantsoen.